# クロウフォード郡 (ミシガン州)
クロウフォード郡（英: Crawford County）は、アメリカ合衆国ミシガン州ロウアー半島の北部に位置する郡である。2010年国勢調査での人口は14,074人であり、2000年の14,273人から1.4%減少した。郡庁所在地はグレイリング（人口1,884人）であり、同郡で人口最大かつ唯一の法人化された都市でもある。
クロウフォード郡はアメリカ独立戦争の軍人であり、オハイオでインディアンと戦っていた1782年に殺されたウィリアム・クロウフォード大佐に因んで名付けられた。1840年にショウォノ郡として出発したが、1843年にクロウフォード郡と改名された。1879年に組織化された。

## 地理
アメリカ合衆国国勢調査局に拠れば、郡域全面積は563.37平方マイル (1,459.1 km2)であり、このうち陸地558.12平方マイル (1,445.5 km2)、水域は5.25平方マイル (13.6 km2)で水域率は0.93%である。
- 郡内にはオ・サーブル州立林が掛かっている。
- 氷河が地域の地形を造っており、特徴有る生態系になっている。地域の大部分はいわゆるグレイリング外縁堆積原であり、氷河が崩壊させた砂質の尾根など広い堆積原、バンクスマツの生える荒地、シロマツとアカマツの森、北部の硬木の森よりなっている。氷河作用で大きな湖が形成された[5]。

### 主要高規格道路
- 州間高速道路75号線
- 州間高速道路75号線産業道路、グレイリング中心街に通じる環状線
- 州間高速道路75号線産業道路、ロスコモン中心街に通じる環状線
- アメリカ国道127号線
- ミシガン州道18号線
- ミシガン州道72号線
- ミシガン州道93号線
- 郡道32号線
- 郡道97号線

### 隣接する郡
- オトセゴ郡 - 北
- モンモランシー郡 - 北東
- オスコダ郡 - 東
- オゲモー郡 - 南東
- ロスコモン郡 - 南
- ミソーキー郡 - 南西
- カルカスカ郡 - 西
- アントリム郡 - 北西

### 国立保護地域
- ヒューロン国立の森（部分）

## 人口動態
以下は2000年の国勢調査による人口統計データである。
| 基礎データ - 人口: 14,273人 - 世帯数: 5,625 世帯 - 家族数: 4,038 家族 - 人口密度: 10人/km2（26人/mi2） - 住居数: 10,042軒 - 住居密度: 7軒/km2（18軒/mi2） 人種別人口構成 - 白人: 96.38% - アフリカン・アメリカン: 1.50% - ネイティブ・アメリカン: 0.60% - アジア人: 0.25% - 太平洋諸島系: 0.02% - その他の人種: 0.20% - 混血: 1.05% - ヒスパニック・ラテン系: 0.99% 先祖による構成 - ドイツ系：24.8% - イギリス系：12.5% - アメリカ人：10.1% - アイルランド系：8.9% - ポーランド系：7.4% - フランス系：5.9% 言語による構成 - 英語：97.7% - スペイン語：1.5% | 年齢別人口構成 - 18歳未満: 24.5% - 18-24歳: 6.3% - 25-44歳: 26.6% - 45-64歳: 26.0% - 65歳以上: 16.6% - 年齢の中央値: 41歳 - 性比（女性100人あたり男性の人口） - 総人口: 104.0 - 18歳以上: 100.4 世帯と家族（対世帯数） - 18歳未満の子供がいる: 30.0% - 結婚・同居している夫婦: 57.6% - 未婚・離婚・死別女性が世帯主: 9.7% - 非家族世帯: 28.2% - 単身世帯: 24.0% - 65歳以上の老人1人暮らし: 10.5% - 平均構成人数 - 世帯: 2.45人 - 家族: 2.87人 収入と家計 - 収入の中央値 - 世帯: 33,364米ドル - 家族: 37,056米ドル - 性別 - 男性: 31,5045米ドル - 女性: 21,250米ドル - 人口1人あたり収入: 16,903米ドル - 貧困線以下 - 対人口: 12.7% - 対家族数: 10.0% - 18歳未満: 17.6% - 65歳以上: 7.6% |

## 郡政府
郡政府は郡監獄の運営、地方道の維持、地方裁判所の運営、権利譲渡と抵当権設定記録など重要記録の維持、公衆衛生規制の管理、福祉など社会サービスの項目で州の施策への参加を行う。郡政委員会は予算を管理するが、法や条例を作るのは限定付き権限である。ミシガン州では、警察と消防、建設と区画割、税評価、街路維持など地方政府の大半機能は個々の都市と郡区の責任である。

## 郡区
クロウフォード郡は下記6つの郡区に分割されている。
| - ビーバークリーク - フレデリック | - グレイリング - ラベルズ | - メイプルフォレスト - サウスブランチ |

## 都市と町
- グレイリング - 郡庁所在地

## 歴史銘板
郡内には6か所に公式の州指定歴史銘板がある
- 州の再植林が始まった場所
- ショッペナゴン酋長の家
- トマス・E・ダグラス邸
- ミシガン・グレイリング
- オフィサーズ・クラブ
- 第32レッドアロウ師団